# Dívčice (stacja kolejowa)
Dívčice – stacja kolejowa w miejscowości Dívčice, w kraju południowoczeskim, w Czechach. Znajduje się na linii 190 Pilzno - Czeskie Budziejowice, na wysokości 400 m n.p.m..  

## Linie kolejowe
- 190: Pilzno – Czeskie Budziejowice
- 193: Dívčice – Netolice